# Mueang Amnat Charoen (huyện)
Mueang Amnat Charoen (tiếng Thái: เมืองอำนาจเจริญ) là huyện thủ phủ (Amphoe Mueang) của tỉnh Amnat Charoen, đông bắc Thái Lan.

## Lịch sử
Ban đầu Amnat Charoen là một Mueang thuộc Mueang Khemarat. Trong cuộc cải cách hành chính thesaphiban năm 1900, mường này đã được chuyển sang Ubon Ratchathani và lập thành một huyện. Sau này tên được đổi thành Bung theo tambon trung tâm. Năm 1939, tên được đổi thành Amnat Charoen. Năm 1993, tỉnh mới Amnat Charoen được lập, huyện này được đổi tên thành Mueang Amnat Charoen.

## Địa lý
Các huyện giáp ranh (từ phía bắc theo chiều kim đồng hồ) là Senangkhanikhom, Pathum Ratchawongsa, Phana, Lue Amnat và Hua Taphan of Amnat Charoen Province, và Pa Tio và Thai Charoen của tỉnh Yasothon.

## Hành chính
Huyện này được chia thành 19 phó huyện (tambon), các đơn vị này lại được chia thành 212 làng (muban). Thị xã (thesaban mueang) Amnat Charoen nằm trên một phần của tambon Bung. Nam Plik là một thị trấn (thesaban tambon) nằm trên một phần của tambon cùng tên. Ngoài ra có 19 tổ chức hành chính tambon (TAO).
| Số TT | Tên            | Tên tiếng Thái | Số làng | Dân số |  |
| ----- | -------------- | -------------- | ------- | ------ |  |
| 1.    | Bung           | บุ่ง             | 23      | 28.587 |  |
| 2.    | Kai Kham       | ไก่คำ           | 13      | 8.144  |  |
| 3.    | Na Chik        | นาจิก           | 8       | 4.167  |  |
| 4.    | Pla Khao       | ปลาค้าว         | 12      | 5.740  |  |
| 5.    | Lao Phruan     | เหล่าพรวน       | 8       | 3.882  |  |
| 6.    | Sang Nok Tha   | สร้างนกทา       | 16      | 6.403  |  |
| 7.    | Khuem Yai      | คึมใหญ่          | 10      | 5.396  |  |
| 8.    | Na Phue        | นาผือ           | 12      | 6.875  |  |
| 9.    | Nam Plik       | น้ำปลีก          | 10      | 7.671  |  |
| 10.   | Na Wang        | นาวัง           | 11      | 4.856  |  |
| 11.   | Na Mo Ma       | นาหมอม้า        | 8       | 4.112  |  |
| 12.   | Non Pho        | โนนโพธิ์         | 11      | 6.590  |  |
| 13.   | Non Nam Thaeng | โนนหนามแท่ง     | 14      | 7.952  |  |
| 14.   | Huai Rai       | ห้วยไร่          | 10      | 5.381  |  |
| 15.   | Nong Masaeo    | หนองมะแซว      | 13      | 4.253  |  |
| 16.   | Kut Pla Duk    | กุดปลาดุก        | 12      | 5.999  |  |
| 17.   | Don Moei       | ดอนเมย         | 5       | 2.863  |  |
| 18.   | Na Yom         | นายม           | 8       | 5.093  |  |
| 19.   | Na Tae         | นาแต้           | 8       | 5.499  |  |